# Unter Wilden
Unter Wilden (Originaltitel: Savages) ist ein US-amerikanischer Film aus dem 1972. Regie führte James Ivory.

## Inhalt
Eine Gruppe von Wilden ist in Schwarzweißaufnahme in einem amerikanischen Wald zu sehen. Ihr Verhalten wird aus dem Hintergrund auf Deutsch kommentiert.
Später finden sich die Protagonisten in einer Villa der 1920er Jahre ein. Sie pflegen den Lebensstil der Oberschicht, so spielen sie Cricket, veranstalten festliche Galadinner und feiern ausgelassene Partys. Bei allen Aktivitäten schleicht sich ein Gefühl der Langweile und Depression ein. Langsam fallen die Personen wieder in ihr wildes Verhalten zurück, das wieder aus dem Hintergrund auf Deutsch kommentiert wird.

## Kritik
Das Lexikon des internationalen Films schreibt über Unter Wilden: „Eine satirische Allegorie über Aufstieg und Zerfall der zivilisierten Kultur, esoterisch-versponnen und nicht ohne Längen, jedoch in ihrer Aussage überdenkenswert. “